# جوشوا هنت
جوشوا هنت (بالإنجليزية: Joshua Hunt)‏ هو دراج بريطاني، ولد في 3 أبريل 1991 في توركاي في المملكة المتحدة.

## وصلات خارجية
- جوشوا هنت على موقع الاتحاد الدولي للدراجات (الإنجليزية)
- جوشوا هنت على موقع إحصائيات الدراجات الإحترافية (الإنجليزية)
- جوشوا هنت على موقع نسبة الدراجات (الإنجليزية)